# Brayan Fernández
Brayan Fernández (Medellín, Antioquia, Colombia; 25 de enero de 1992) es un futbolista colombiano. Juega de delantero y su equipo actual es Real Tomayapo de la Primera División de Bolivia.
Es hijo del exfutbolista colombiano Alexander Fernández; quien jugó en los años 1990 en varios equipos profesionales.

## Trayectoria
Su padre es Álex Fernández, reconocido exfutbolista profesional que jugó en la década de 1990 en Selección Colombia, como defensa central. Estuvo en Millonarios, Independiente Medellín, Tolima, Deportivo Cali, Cortuluá, entre otros.
De allí nace su amor por el fútbol y comenzó su carrera deportiva en el Deportivo Independiente Medellín. Realizó todas las categorías menores y fue goleador en cada una de ellas. Así mismo fue convocado a la Selección Antioquia, donde participó con jugadores de la talla de Edwin Cardona, Santiago Arias y Estefan Medina.
Debutó profesionalmente en Copa Colombia con el Independiente Medellín, club donde comenzó en las divisiones menores. Luego fue cedido al Bogotá F. C., con sobresaliente participación, que dio lugar a que el Santo André de Brasil lo contratara para su temporada. 
Luego, fue fichado por el club Leones F. C., donde fue uno de los mayores anotadores de la temporada 2014 de la Primera B, hasta el día en que salió positivo en un control antidopaje en el partido contra Barranquilla F. C. en Bello, el día 11 de octubre.

### Inocencia en dopaje
Finalizando el año 2014,fue sancionado dos años por la Conmebol al dar positivo en un control antidopaje en donde se le encontró octopamina, (sustancia prohibida por la Agencia Mundial Antidopaje). El atacante dedicó su tiempo de inhabilidad a entrenar y obtener las pruebas para demostrar su inocencia, llevando así el caso al Tribunal de Arbitraje Deportivo (TAS) de Suiza.
Dentro de los argumentos de su defensa, el presidente de la Asociación de Toxicologia en Colombia, quien actuó de perito, evidenció que la sustancia Octopamina era producida por el organismo de todos los seres humanos, y a su vez, se encontraba en cítricos y otros alimentos como chocolates, en los mismos niveles encontrados en su muestra. Debieron transcurrir casi dos años para que se determinara que el jugador nunca se dopó y prácticamente pago la totalidad del tiempo de la sanción.

### Su regreso al fútbol
Luego de demostrar su inocencia, el Cortuluá contrató al jugador para 2017, pero solo hasta finalizar el primer semestre pudo debutar nuevamente, ya que debían esperar la autorización de la FIFA y la Federación Colombiana de Fútbol.
En el club del Valle, el delantero se ganó un puesto en la titular y tuvo destacadas actuaciones, sobresaliendo como figura en los partidos. Logró 6 anotaciones en el Torneo Finalización. Inclusive con el gol anotado al Once Caldas, en la última fecha, este le dio vida al Cortuluá en el minuto 80 para salvar la categoría, hasta que en el minuto final equipo manizalita, les arrebató la victoria.

## Clubes
| Club                   | País     | Año              | PJ | Goles |
| ---------------------- | -------- | ---------------- | -- | ----- |
| Independiente Medellín | Colombia | 2010             | 1  | 1     |
| Bogotá F. C.           | Colombia | 2011             | 7  | 3     |
| Santo André            | Brasil   | 2012 - 2013      | 10 | 4     |
| Leones                 | Colombia | 2014 - 2015      | 32 | 19    |
| Cortuluá               | Colombia | 2017             | 22 | 7     |
| Santa Fe               | Colombia | 2018             | 14 | 1     |
| Deportivo Pasto        | Colombia | 2018             | 7  | 0     |
| Patriotas Boyacá       | Colombia | 2019             | 16 | 8     |
| Águilas Doradas        | Colombia | 2020             | 7  | 3     |
| Atlético Bucaramanga   | Colombia | 2021 - 2022      | 19 | 10    |
| Alianza Petrolera      | Colombia | 2022             | 28 | 6     |
| Deportivo Binacional   | Perú     | 2023             | 18 | 7     |
| La Equidad             | Colombia | 2023             | 12 | 1     |
| Real Tomayapo          | Bolivia  | 2025- Actualidad |    |       |